# Biostatistica
La biostatistica (unione delle parole biologia e statistica) è l'applicazione della statistica a una vasta gamma di temi in biologia, fra i quali lo studio dell’essere umano, della sua salute e del suo comportamento, ma anche studi di rete generalmente correlati ad indagini epidemiologiche e valutazione dei dati sperimentali di ricerca.
La scienza della biostatisica comprende la formulazione degli esperimenti biologici e la raccolta, analisi ed interpretazione dei risultati utilizzati nelle scienze ambientali e cliniche e negli studi della popolazione, trova base nell'utilizzo degli strumenti e dei modelli della statistica inferenziale e bayesiana, può inoltre essere applicata anche nel campo delle scienze economiche.